# Rat der Fünf Regenten
Der Rat der Fünf Regenten, auch bekannt als fünf Tairō (jap. 五大老, go-tairō), war ein Rat, der von Toyotomi Hideyoshi gebildet wurde, um Japan für seinen Sohn, Hideyori, zu regieren, bis dieser volljährig würde.

## Übersicht
Toyotomi Hideyoshi wählte seine fünf mächtigsten Daimyo: Ukita Hideie, Maeda Toshiie, Uesugi Kagekatsu, Mōri Terumoto und den berühmten Tokugawa Ieyasu. Kobayakawa Takakage war auch als Regent vorgesehen, starb aber noch vor Hideyoshi selbst.
Hideyoshi hoffte, dass die Macht der Ratsmitglieder sich gegenseitig neutralisieren würde, damit keiner von ihnen die Kontrolle übernehmen könnte.
Hideyoshis Gesundheit begann sich nach seiner Erkrankung in der zweiten Hälfte des Jahres 1598 zu verschlechtern. Angesichts seines nahenden Todes suchte er einen Weg, um die Nachfolge seines Sohnes als Erbe zu sichern. Daher rief er einige vertraute Daimyō auf, ihm eine letzte Bitte zu erfüllen:

„Bis Hideyori das Erwachsenenalter erreicht hat, bitte ich um die Hilfe der Menschen, deren Namen in diesem Dokument aufgeführt sind. Dies ist die einzige Bitte, die ich stellen möchte.“

Beinahe sofort nach Hideyoshis Tod 1598 teilten sich die Regenten in zwei Lager. 1600 spalteten sich die Anhänger beider Parteien in ein „westliches“ Lager, angeführt von Ishida Mitsunari, einem Mitglied des Rats der fünf Kommissare (jap. 五奉行, go-Bugyō), und ein „östliches“ Lager, angeführt von Tokugawa Ieyasu. Offener Krieg brach erst Mitte 1600 aus. Dieser endete mit der Schlacht von Sekigahara in einem unruhigen Frieden.
Die Söhne Hideyoshis wurden getötet, und Tokugawa Ieyasu legte den Grundstein für die über 250 Jahre währende Herrschaft der Tokugawa.

## Abbildungen

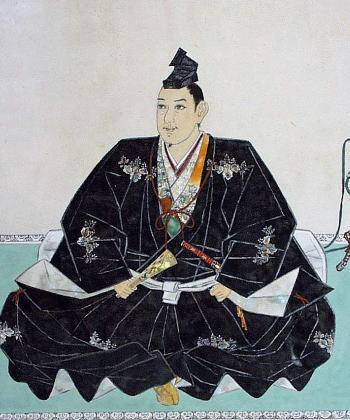
Ukita Hideie
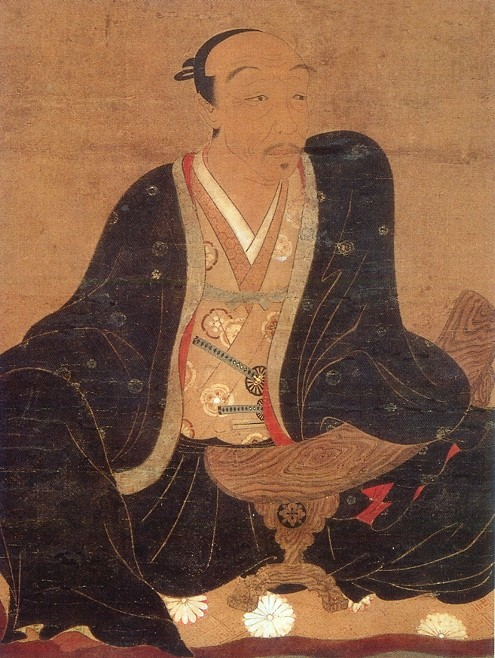
Maeda Toshiie
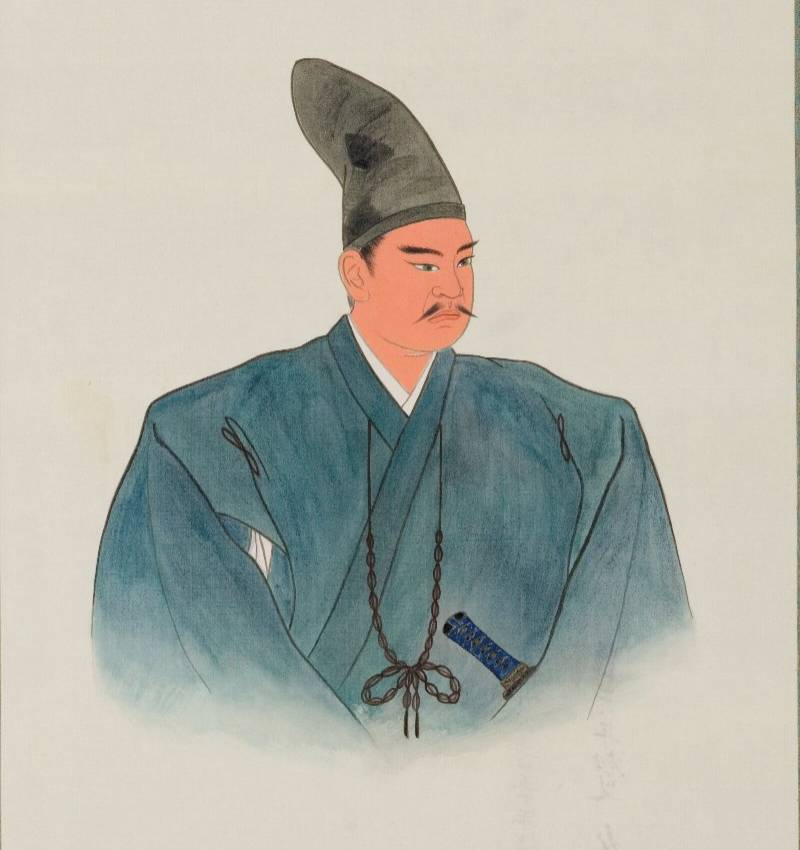
Uesugi Kagekatsu
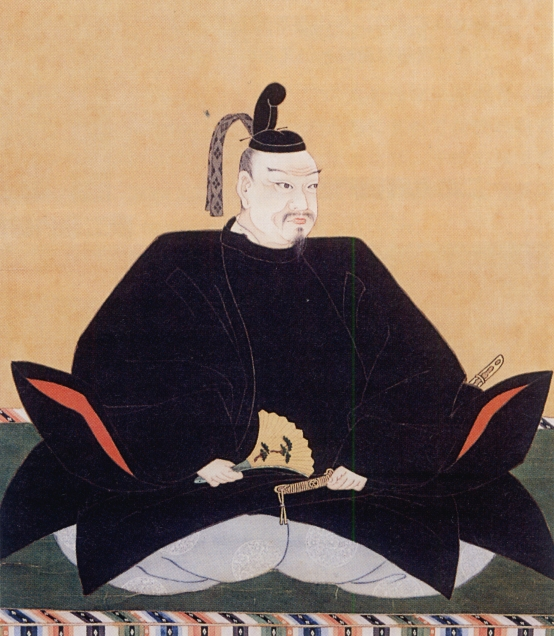
Mōri Terumoto
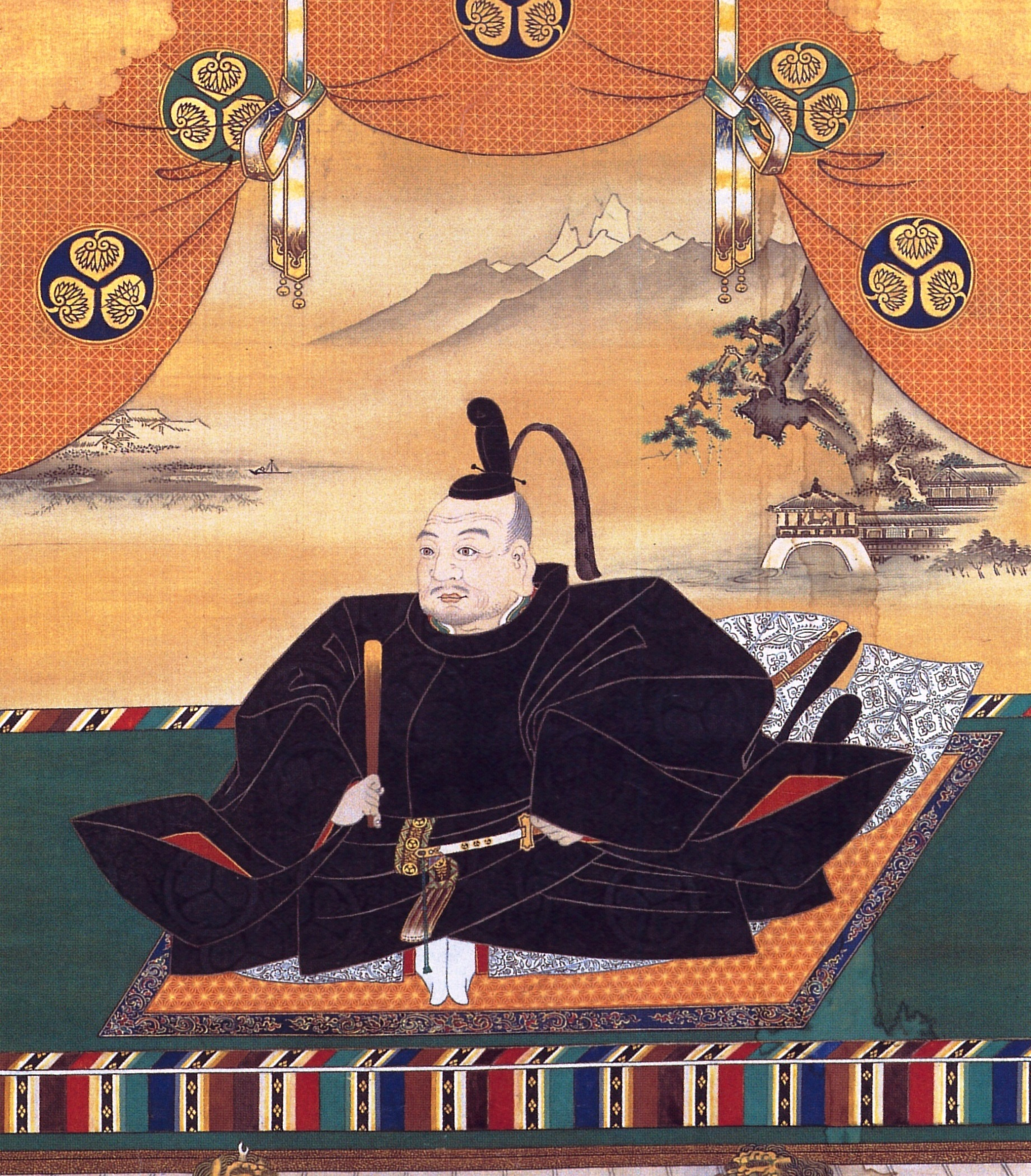
Tokugawa Ieyasu
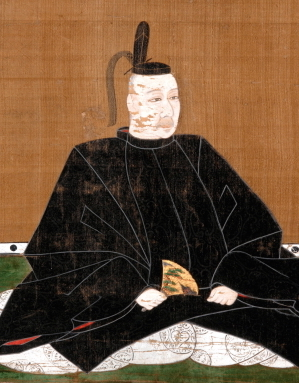
Kobayakawa Takakage